# Lorenzo (Teksas)
Lorenzo je grad u američkoj saveznoj državi Teksas. Prema popisu stanovništva iz 2010. u njemu je živjelo 1.147 stanovnika.